# Cathédrale de la Sainte-Trinité de Gherla
La cathédrale de la Sainte-Trinité de Gherla (Catedrala Armeano-Catolică Sfânta Treime en roumain ; en arménien Սուրբ Երրորդություն տաճար) est une cathédrale arménienne située dans la ville de Gherla, en Roumanie.
Il s'agit de la plus grande église arménienne de cette ancienne cité d'Armenopolis. Depuis sa fondation au XVIIIe siècle jusqu'à nos jours, le culte est celui de l'église catholique de rituel arménien.

## Histoire
La cathédrale est une des différentes églises arméniennes d'Armenopolis, ville fondée par Oxendius Verzellescus au début du XVIIIe siècle pour la communauté arménienne qui fuit la Moldavie.
Une fois la Transylvanie rattachée à l'empire d'Autriche, la communauté arménienne a bénéficié d'une forte protection et a, inversement, apporté beaucoup de richesses à la région. L'empereur François Ier d'Autriche, en remerciement, a décidé de leur offrir un tableau de la galerie impériale de Vienne. Le choix s'est porté sur le tableau de Rubens intitulé La Déposition du Christ de la Croix, qui est toujours conservé dans la cathédrale.
La construction de cette église d'architecture baroque a été financée par le mécénat de l'impératrice Marie-Thérèse d'Autriche. Elle a ainsi été construite en 1718 et 1798.

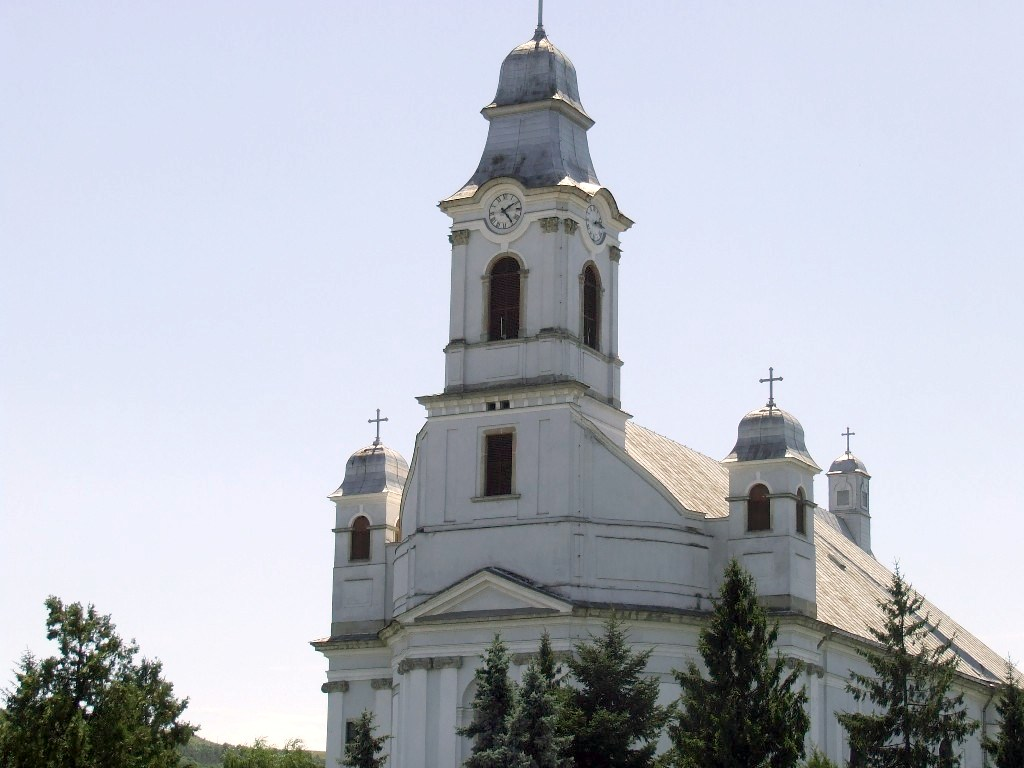
Vue générale.
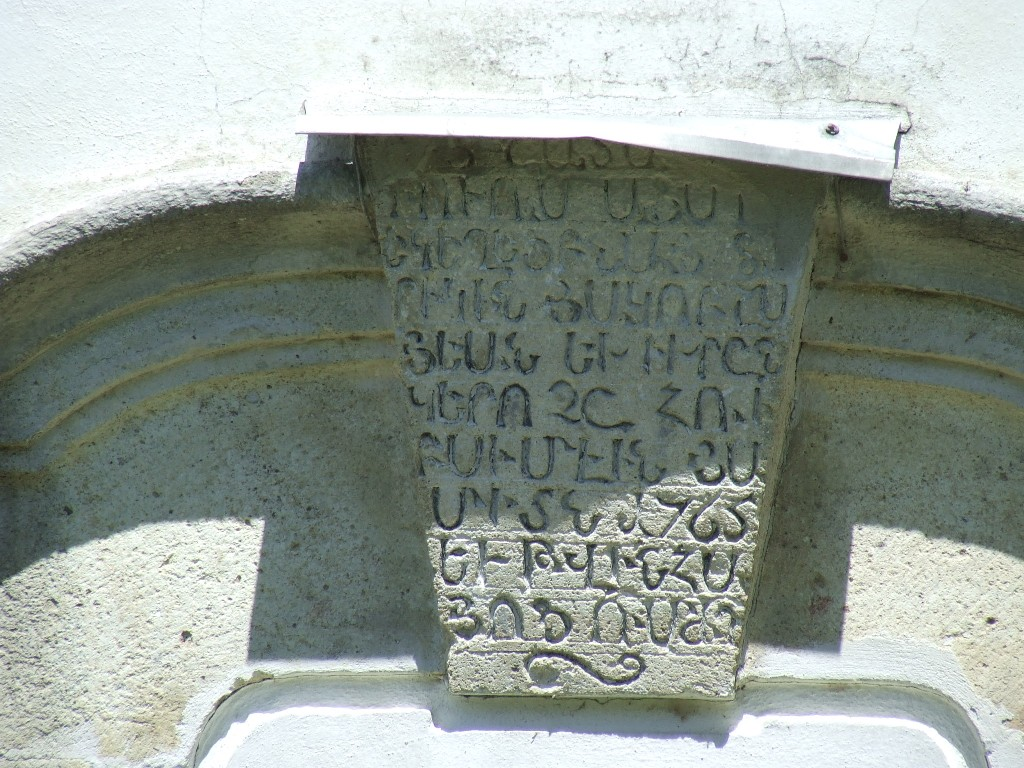
Inscription arménienne.
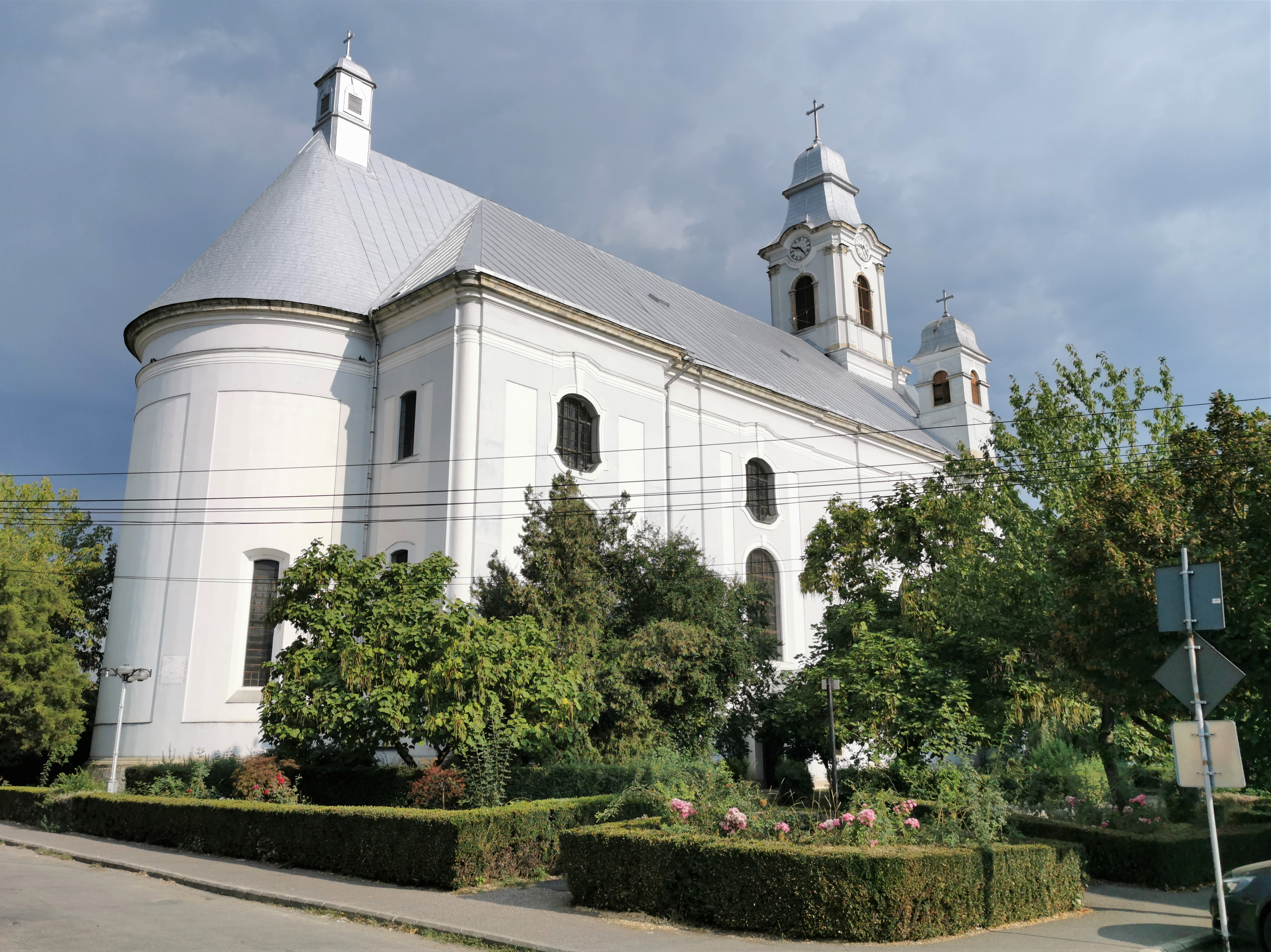
Chevet de la cathédrale.
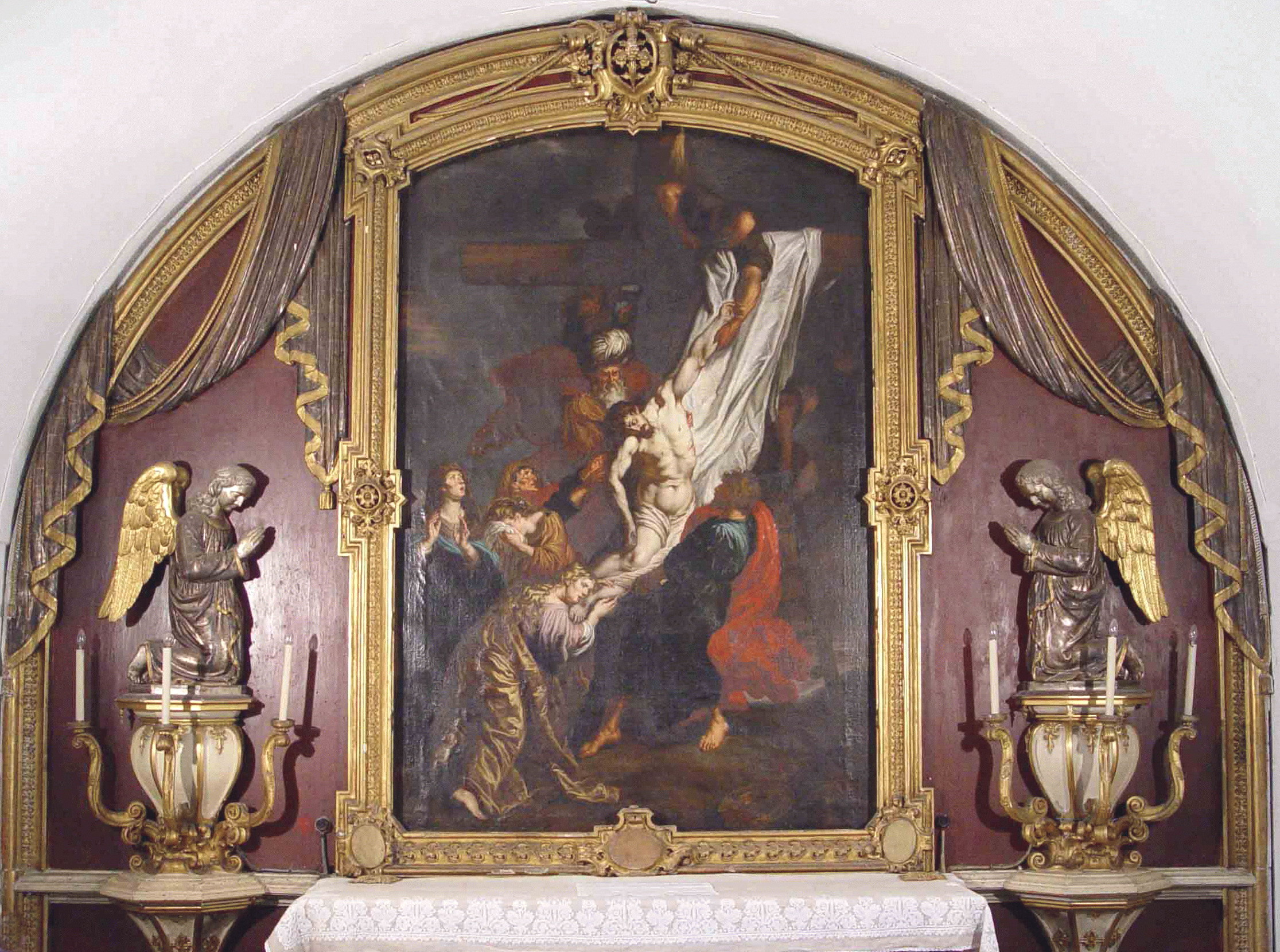
Descente de croix de Rubens.